# Romilla la Nueva

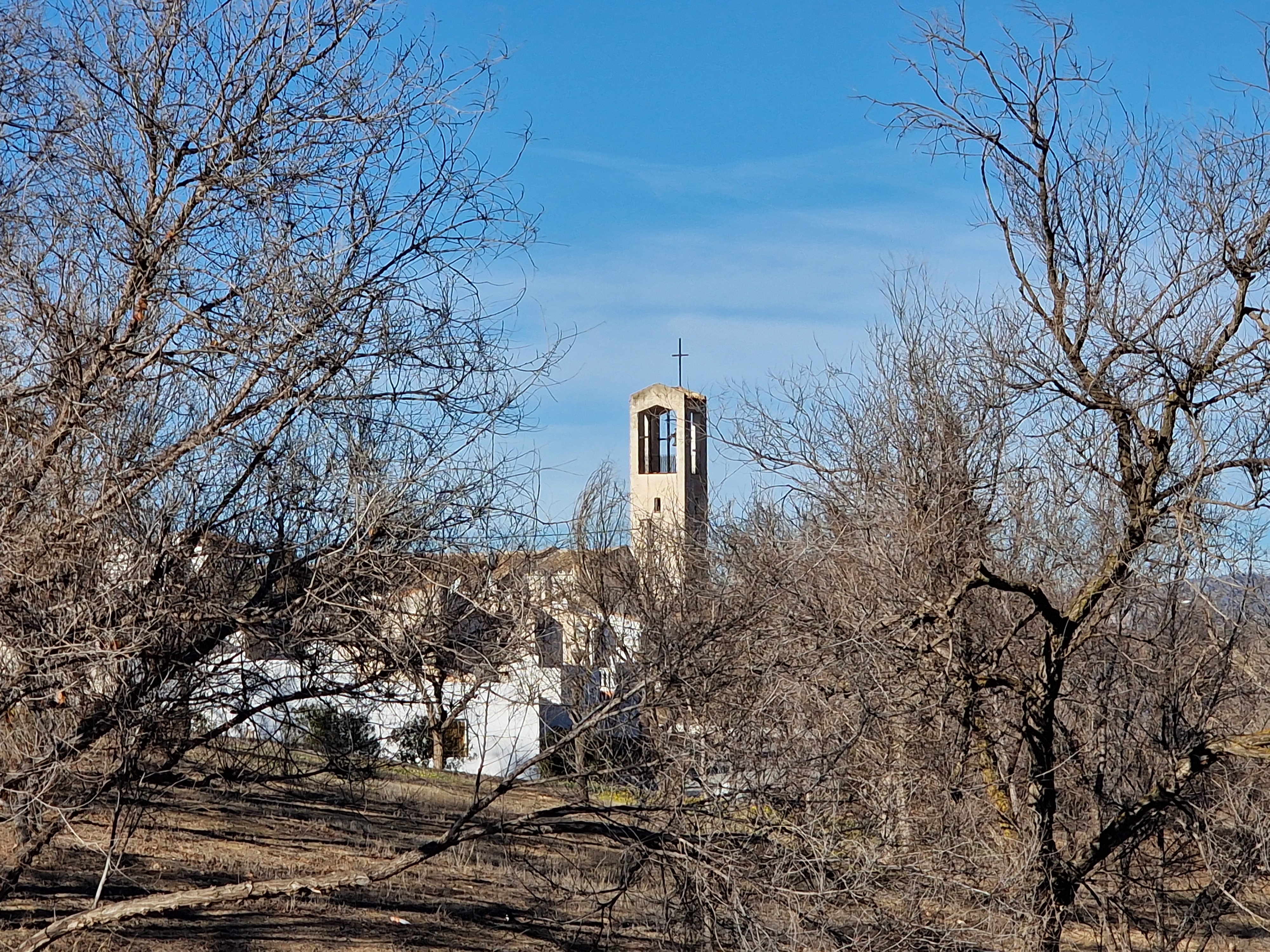
Campanario de la Iglesia de San Isidro

Romilla la Nueva (también llamada El Caribe) es una localidad y pedanía española perteneciente al municipio de Chauchina, en la provincia de Granada, comunidad autónoma de Andalucía. Está situada en la parte occidental de la comarca de la Vega de Granada. Cerca de esta localidad se encuentran los núcleos de Chimeneas y Cijuela.

## Historia
Romilla la Nueva fue creada a mediados del siglo XX por el Instituto Nacional de Colonización, dentro de la política de colonización agraria que se llevó a cabo durante la dictadura de Franco. Se repartió a cada familia una parcela de siete u ocho fanegas granadinas de tierra, una vaca, una yegua y un carro para la explotación de la misma.

## Demografía
Según el Instituto Nacional de Estadística de España, en el año 2024 Romilla la Nueva contaba con 93 habitantes censados, lo que representa el 1,61% de la población total del municipio.

### Evolución de la población
| Gráfica de evolución demográfica de Romilla la Nueva entre 2014 y 2024 |
|                                                                        |
| Datos según el nomenclátor publicado por el INE.                       |

## Comunicaciones

### Carreteras

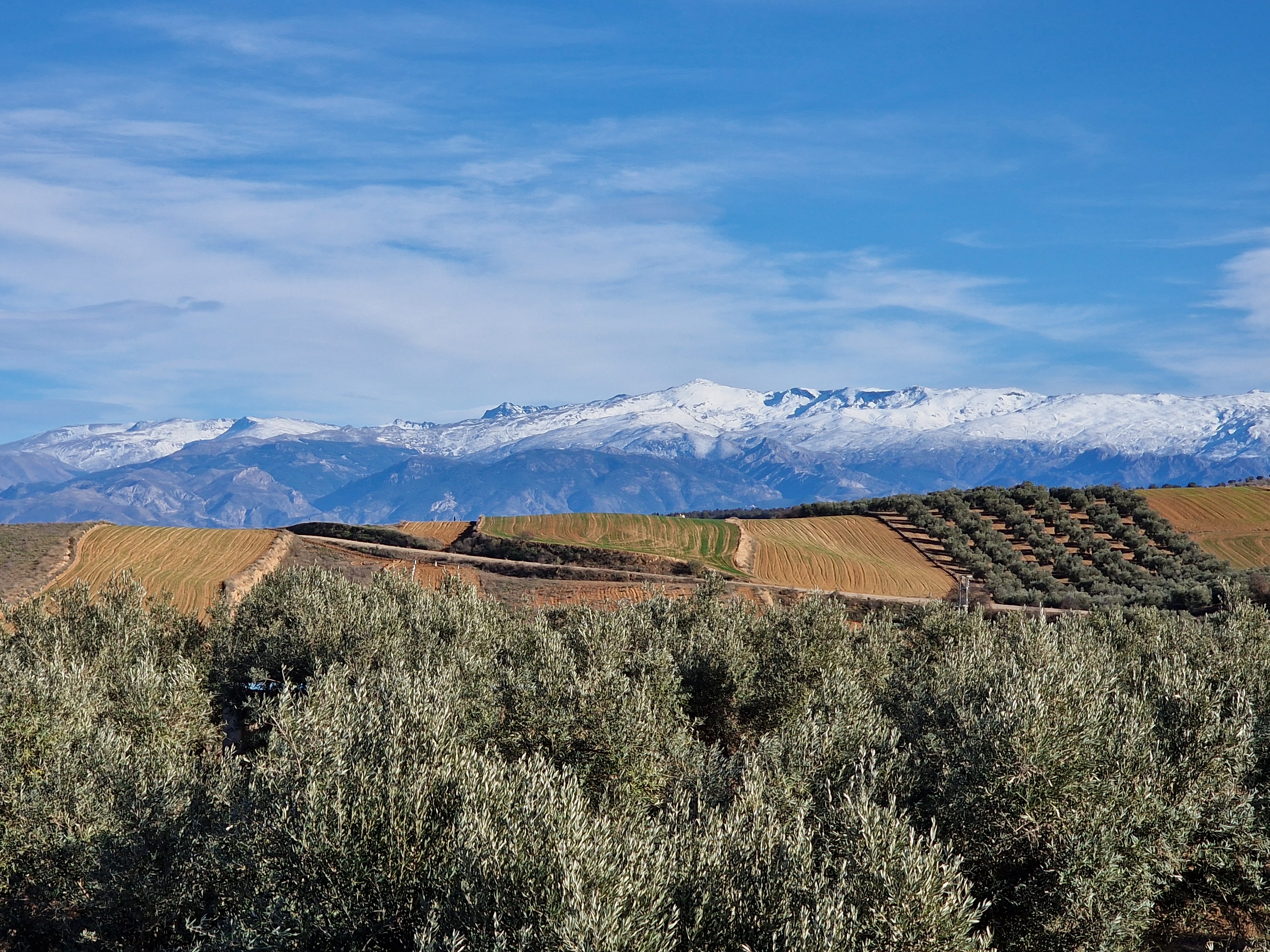
Vista de Sierra Nevada desde Romilla la Nueva

La principal vía de comunicación que transcurre junto a esta localidad es:
| Identificador | Denominación                  | Itinerario                 |
| ------------- | ----------------------------- | -------------------------- |
| GR-3402       | De Cijuela a Ventas de Huelma | Cijuela - Ventas de Huelma |

Algunas distancias entre Romilla la Nueva y otras ciudades:
| Ciudades  | Distancia (km) |
| --------- | -------------- |
| Chauchina | 6              |
| Santa Fe  | 9              |
| Granada   | 22             |
| Jaén      | 99             |
| Almería   | 175            |
| Murcia    | 295            |

## Servicios públicos

### Sanidad
Romilla la Nueva cuenta con un consultorio médico de atención primaria situado en la plaza de San Isidro s/n, dependiente del Distrito Sanitario Metropolitano de Granada. El servicio de urgencias está en el centro de salud de Santa Fe y el área hospitalaria de referencia es el Hospital Ruiz de Alda de Granada capital.